# Peter Falk

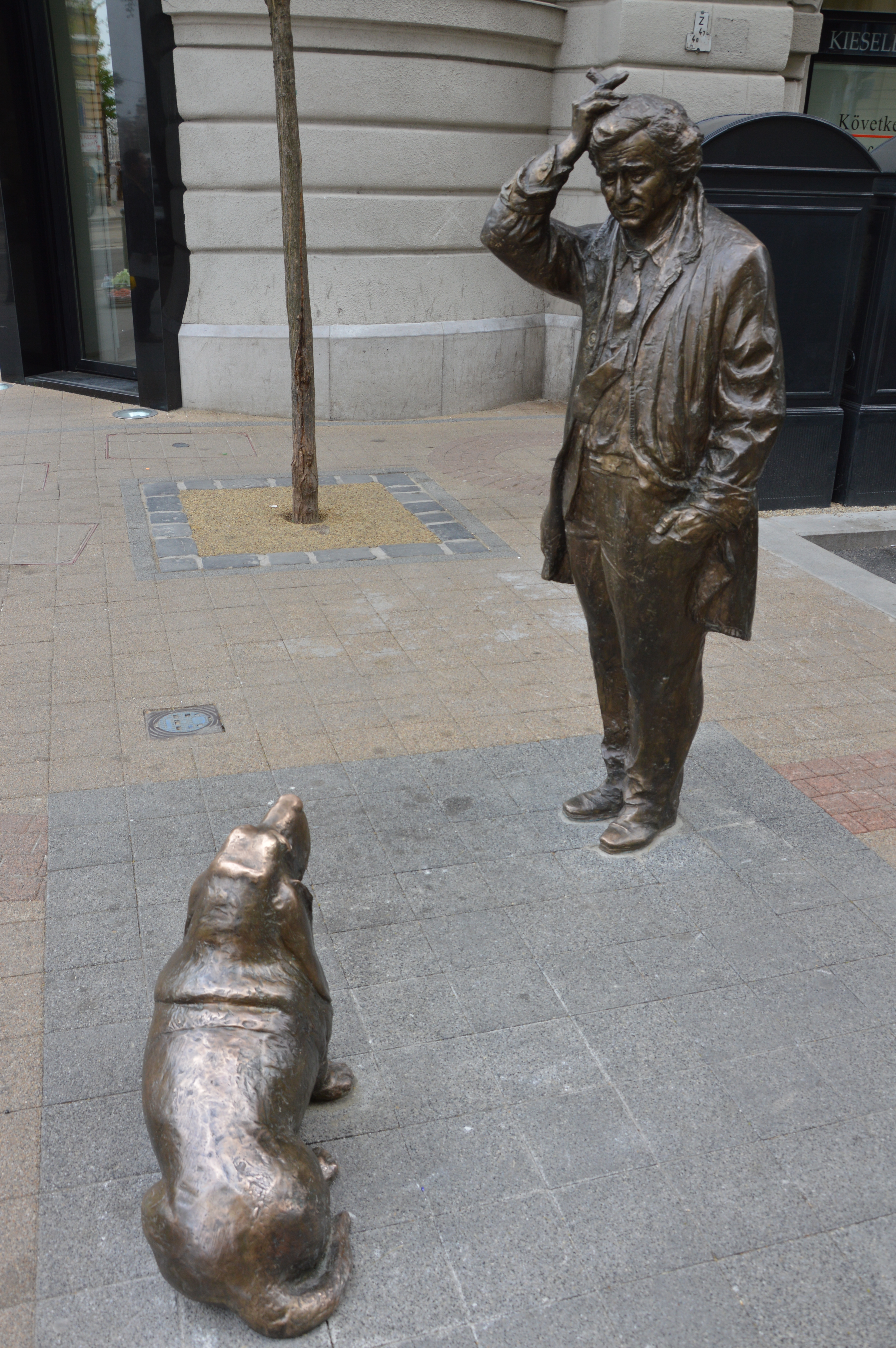
Pomnik Petera Falka w Budapeszcie

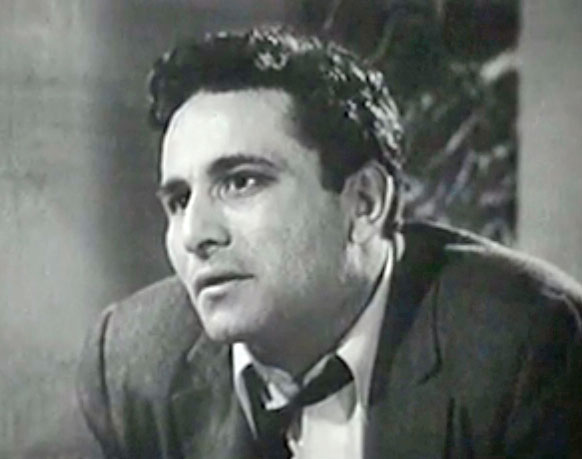
Peter Falk w serialu Decoy, 1958

Peter Michael Falk (ur. 16 września 1927 w Nowym Jorku, zm. 23 czerwca 2011 w Los Angeles) – amerykański aktor. Odtwórca tytułowej roli porucznika w serialu kryminalnym Columbo (1968–1978, 1989–2003), za którą otrzymał cztery nagrody Emmy (1972, 1975, 1976, 1990) i Złoty Glob dla najlepszego aktora w serialu dramatycznym (1973).

## Życiorys

### Wczesne lata
Urodził się jako syn Madeline (z domu Hochhauzer) i Michaela Falka. Jego rodzice byli Żydami i urodzili się w Nowym Jorku. Jego przodkami ze strony ojca byli żydowscy emigranci z Rosji, natomiast matki z Polski, Czech i Węgier. Według miejskiej legendy pradziadkami aktora był budapeszteński dziennikarz Miksa Falk i polityk, redaktor naczelny Pester Lloyd, jednakże według badaczy genealogii Miksa Falk nie był przodkiem aktora.
Gdy miał trzy lata, z powodu siatkówczaka usunięto mu prawe oko. Przez resztę życia nosił szklaną protezę. Mając 12 lat na obozie letnim wziął udział w inscenizacji Piraci z Penzance. Uczęszczał do Ossining High School. W latach licealnych był wzorowym uczniem i wybitnym sportowcem. Po ukończeniu studiów służył w marynarce handlowej. Później studiował w Hamilton College w Clinton w stanie Nowy Jork, zanim rozpoczął naukę w New School for Social Research, gdzie uzyskał tytuł licencjata w dziedzinie nauk politycznych i w 1953 na Syracuse University, gdzie uzyskał tytuł magistra administracji publicznej. Następnie zaczął pracować jako kucharz. Po nieudanych próbach podjęcia pracy w CIA, pełnił funkcję kierownika budżetu w Connecticut. Realizował jednocześnie swoje ambicje aktorskie, występując z Mark Twain Maskers w Hartford. 

### Kariera
W 1956 zadebiutował na Broadwayu w roli angielskiego żołnierza w przedstawieniu Święta Joanna z Johnem Cullumem, a także wystąpił w produkcjach off-Broadwayowskich – Zimna śmierć nadchodzi Eugene’a O’Neilla, Wystarczająca głupota u każdego mędrca Aleksandra Ostrowskiego i Fioletowy pył Seána O’Caseya.
Występował gościnnie w wielu serialach, w tym Pułapka (Decoy, 1958) z Beverly Garland, Nietykalni (1960–1961), Alfred Hitchcock przedstawia (1961), Spotkanie z Alfredem Hitchcockiem (1962) i Doktor Kildare (1963). Po raz pierwszy zagrał na kinowym ekranie postać Shorty’ego Waltersa w biograficznym dramacie kryminalnym Pretty Boy Floyd (1960) u boku Johna Ericsona. Za rolę Abe’a Relesa, nowojorskiego żydowskiego gangstera, który był płatnym zabójcą dla Murder, Inc. w biograficznym dramacie kryminalnym Stuarta Rosenberga Murder, Inc. (1960) otrzymał swoją pierwszą nominację do Oscara dla najlepszego aktora drugoplanowego. Drugą nominację otrzymał rok później za drugoplanową rolę Joy Boya w komediodramacie Franka Capry Arystokracja podziemi (1961) z Bette Davis. 
Aż dziesięć razy był nominowany do nagrody Emmy za rolę porucznika Columbo (czterokrotnie otrzymał tę nagrodę). Za tę samą rolę był także nominowany dziewięć razy do Złotego Globu, otrzymał go jedynie raz, w 1973.
Ogromna popularność serialu Columbo zapewniła mu mocną pozycję w Hollywood, umożliwiającą wybór ambitniejszych ról. Miał na koncie wiele interesujących filmowych kreacji. Zagrał w kilku filmach swego przyjaciela Johna Cassavetesa: Mężowie (1970), Kobieta pod presją (1975), Premiera (1977) i Wielki kłopot (1986). U Wima Wendersa zagrał w Niebie nad Berlinem i kontynuacji tego filmu pt. Tak daleko, tak blisko (1993). W 1990 zagrał tytułowego skrybę w filmie Ciotka Julia i skryba w reż. Jona Amiela.

## Życie prywatne
Był dwukrotnie żonaty: z Alice Mayo (od 1960 do 1976, rozwód), z którą miał dwie adoptowane córki, Catherine i Jackie. Drugą żoną Falka była Shera Danese (od 1977 do jego śmierci w 2011), która wystąpiła w sześciu odcinkach „Columbo”, w tym trzykrotnie jako główna podejrzana, a także w kilku innych serialach.
Jego hobby było m.in. palenie cygar, gra w golfa (osiągnął handicap 14) i malarstwo, w szczególności akty i architektura.
W 2009 popadł w demencję, cierpiał także na chorobę Alzheimera. Stan aktora pogorszył się po szeregu operacji dentystycznych pod koniec 2007, przy czym nie jest jasne czy powodem było znieczulenie czy inne reakcje okołooperacyjne. W czerwcu 2008 poddał się operacji biodra, po tym zabiegu demencja oraz inne objawy choroby Alzheimera się pogłębiły. Lekarz prowadzący, Stephen Read powiedział, że aktor nie pamiętał już swoich ról filmowych, w tym roli porucznika Columbo a żona, Shera Danese, w wydanym dla mediów oświadczeniu oznajmiła, że została wyznaczona przez sąd jego pełnomocnikiem i kuratorem oraz poprosiła o uszanowanie prywatności. 23 czerwca 2011 zmarł w swoim domu, w dzielnicy Beverly Hills w Los Angeles.
Jednym z jego zainteresowań była gra w szachy. W 1983 pojawił się, w roli kibica, na ostatniej rundzie rozgrywanego w Pasadenie turnieju US Open i uczestniczył w analizie partii zwycięzcy zawodów Wiktora Korcznoja z Yasserem Seirawanem. Również w jednym z odcinków serialu Columbo pojawił się fragment rozgrywki szachowej.

## Filmografia
- Wiatr nad Everglades (1958) jako pisarz
- Murder, Inc (1960) jako Abe Reles
- Arystokracja podziemi (1961) jako Joy Boy
- Granice wytrzymałości (1962) jako doświadczony psychiatra
- Ten szalony, szalony świat (1963) jako kierowca taksówki
- Robin i 7 gangsterów (1964) jako Guy Gisborne
- Wielki wyścig (1965) jako Max
- Penelope (1966) jako porucznik Horatio Bixbee
- Bitwa o Anzio (1968) jako kapral Jack Rabinoff
- Columbo (1968-2003; z przerwami) jako porucznik Columbo
- Obrona zamku (1969) jako sierżant Rossi
- Mężowie (1970) jako Archie Black
- Kobieta pod presją (1974) jako Nick Longhetti
- Mikey i Nicky (1976) jako Mikey
- Zabity na śmierć (1976) jako Sam Diamond
- Skok na Brinka (1978) jako Tony Pino
- Tani detektyw (1978) jako Lou Peckinpaugh
- Teściowie (1979) jako Vincent J. Ricardo
- Damy na ringu (1981) jako Harry Sears
- Muppety na tropie (1981) jako włóczęga
- Wielki kłopot (1986) jako Steve Rickey
- Szczęśliwego Nowego Roku (1987) jako Nick
- Narzeczona dla księcia (1987) jako dziadek / narrator
- Niebo nad Berlinem (1987) jako Peter Falk
- Wibracje (1988) jako Harry Buscafusco
- Cookie (1989) jako Dominick „Dino” Capisco
- Ciotka Julia i skryba (1990) jako Pedro Carmichael
- Gracz (1992) – w roli siebie samego
- Tak daleko, tak blisko (1993) jako Peter Falk
- Promienni chłopcy (1995) jako Willie Clark
- Współlokatorzy (1995) jako Rocky Holzeck
- Wakacje gangstera (tyt. oryg. Pronto) (1997) jako Harry Arno
- Letnia burza (1999) jako Abel Shaddick
- Zaginiony świat (2001) jako wielebny Theo Kerr
- Ustawieni (2001) jako Max
- Corky Romano (2001) jako Francis A. „Pops” Romano
- Champion (2002) jako Mendy Ripstein
- Prezent na święta (2003) jako Max
- Rybki z ferajny (2004) – Don Ira Feinberg (głos)
- Moi starzy i ja (2005) jako Sam Kleinman
- Czas na mnie (2005) jako Morris Applebaum
- Next (2007) jako Irv